# Ahmed Ben Said Jaffar
Ahmed Ben Said Jaffar (ur. 26 sierpnia 1966 w Mutsamudu) – polityk z Komorów. W latach 2006–2010 sprawował urząd ministra spraw zagranicznych tego kraju.